# Illa Jeannette
L'illa Jeannette (en rus: Остров Жанне́тты; en Iacut: Жаннетта Aрыыта) és l'illa més oriental de l'arxipèlag De Long, al mar de Sibèria Oriental. Com la resta d'illes del grup, és una illa deshabitada. Administrativament pertany a Sakhà, Federació Russa.

## Geografia
Té una superfície de tan sols 3,3 km², cosa que la converteix en la segona més petita del grup. La superfície de l'illa està coberta principalment per un casquet glacial central i neu firn. El cim més alt de l'illa es troba al mig de la capa de gel i s'eleva fins als 351 msnm.

## Història
L'illa va ser descoberta el 1881 per l'expedició Jeannette, comandada pel tinent comandant George W. De Long. L'expedició va partir el 1879 a bord del Jeannette amb l'esperança d'arribar a l'illa Wrangel i descobrir mars oberts a l'oceà Àrtic, a prop del pol nord. El setembre d'aquell any el vaixell va quedar atrapat pel prop de l'illa Herald. El vaixell va anar a la deriva diversos centenars de quilòmetres, passant al nord de l'illa Wrangel. El maig de 1881 es va apropar a l'illa Jeannette i l'illa Henrietta i en va prendre possessió en nom dels Estats Units.
Durant l'Expedició Hidrogràfica de l'oceà Àrtic de l'Imperi Rus de 1914-1915, dirigida per Borís Vilkitski, el Vaigatx es van apropar a l'illa Jeannette amb la intenció de cartografiar les illes Jeannette i Henrietta, però el fort gel va bloquejar-ne l'aproximació. El 1916 l'ambaixador rus a Londres va emetre un avís oficial segons el qual el govern imperial considerava Henrietta, juntament amb altres illes àrtiques, parts integrants de l'Imperi Rus. Aquesta reivindicació territorial fou mantinguda posteriorment per la Unió Soviètica. Tot i algunes reclamacions per alguns grups estatunidencs segons el Govern dels Estats Units mai ha reclamat l'illa.
El 1916 l'ambaixador rus a Londres va emetre un avís oficial segons el qual el govern imperial considerava Henrietta, juntament amb altres illes àrtiques, parts integrants de l' Imperi rus. Aquesta reivindicació territorial fou mantinguda posteriorment per la Unió Soviètica. Tot i algunes reclamacions per alguns grups estatunidencs segons el Govern dels Estats Units mai ha reclamat l'illa.